# World Rugby Sevens Series 2015-2016
Navigation
2014-2015 2016-2017
Les World Rugby Sevens Series 2015-2016 sont la 17e édition des séries mondiales masculines de rugby à sept, la compétition la plus importante du monde de rugby à sept. Elle se déroule du 4 décembre 2015 au 22 mai 2016. Cette édition est composée d'une étape supplémentaire, portant le nombre total d'étapes mondiales à 10. L'équipe des Fidji succède à la l'équipe de Nouvelle-Zélande au palmarès, l'Afrique du Sud termine deuxième, la Nouvelle-Zélande troisième.
La saison est marquée par la préparation aux Jeux olympiques 2016 où le rugby à sept fait son retour.

## Équipes permanentes
Quatorze équipes ont conservé leur statut d'équipe permanente pour cette édition ; La quinzième équipe, la Russie, gagne son statut d'équipe permanente pour cette édition après sa victoire lors du tournoi de qualification de Hong Kong 2015. Elle remplace ainsi l'équipe du Japon qui, en finissant dernier des équipes permanentes au classement, perd son statut d'équipe permanente.
- Afrique du Sud
- Angleterre
- Argentine
- Australie
- Canada
- Écosse
- États-Unis
- Fidji
- France
- Pays de Galles
- Kenya
- Nouvelle-Zélande
- Portugal
- Russie
- Samoa

## Étapes et évolution

### Étapes
| Tournoi      | Stade              | Ville      | Date                | Vainqueur        |
| ------------ | ------------------ | ---------- | ------------------- | ---------------- |
| Dubai        | The Sevens         | Dubai      | 4–5 décembre 2015   | Fidji            |
| South Africa | Cape Town Stadium  | Le Cap     | 12–13 décembre 2015 | Afrique du Sud   |
| New Zealand  | Westpac Stadium    | Wellington | 30–31 janvier 2016  | Nouvelle-Zélande |
| Australia    | Allianz Stadium    | Sydney     | 6–7 février 2016    | Nouvelle-Zélande |
| USA          | Sam Boyd Stadium   | Las Vegas  | 4–6 mars 2016       | Fidji            |
| Canada       | BC Place           | Vancouver  | 12–13 mars 2016     | Nouvelle-Zélande |
| Hong Kong    | Hong Kong Stadium  | Hong Kong  | 8–10 avril 2016     | Fidji            |
| Singapour    | Stade national     | Singapour  | 16–17 avril 2016    | Kenya            |
| France       | Stade Jean-Bouin   | Paris      | 13–15 mai 2016      | Samoa            |
| London       | Twickenham Stadium | Londres    | 21–22 mai 2016      | Écosse           |

### Changements
Trois nouvelles étapes font leur apparition (une nouvelle, et deux anciennes étapes) :
- Le Canada Sevens est une nouvelle étape se déroulant au BC Place de Vancouver[2]
- Le Singapour rugby sevens redevient une étape en remplacement du Japon Sevens.
- Le France rugby sevens redevient une étape en remplacement du Scotland Sevens.

Deux autres étapes changent de lieux pour le tournoi :
- L'Australia Sevens est déplacé de Gold Coast à Sydney[3].
- Le South Africa Sevens est déplacé de Port Elizabeth au Cap[4].

## Classement
| Légende                                                                                      |
| -------------------------------------------------------------------------------------------- |
| Qualifié pour l'édition 2016-2017                                                            |
| Relégué                                                                                      |
| Equipe non permanente                                                                        |
| Abréviations : - T : tenant du titre - P : promu - Q : qualifié pour 2016-2017 via Hong Kong |

| Classement 2015-2016 | Classement 2015-2016 | Classement 2015-2016 | Classement 2015-2016 | Classement 2015-2016 | Classement 2015-2016 | Classement 2015-2016 | Classement 2015-2016 | Classement 2015-2016 | Classement 2015-2016 | Classement 2015-2016 | Classement 2015-2016 | Classement 2015-2016 |
| Pos.                 | Pays                 | Émirats arabes unis  | Afrique du Sud       | Nouvelle-Zélande     | Australie            | États-Unis           | Canada               | Hong Kong            | Singapour            | France               | Angleterre           | Total                |
| -------------------- | -------------------- | -------------------- | -------------------- | -------------------- | -------------------- | -------------------- | -------------------- | -------------------- | -------------------- | -------------------- | -------------------- | -------------------- |
| Médaille d'or        | Fidji (T)            | 22                   | 13                   | 17                   | 17                   | 22                   | 15                   | 22                   | 19                   | 19                   | 15                   | 181                  |
| Médaille d'argent    | Afrique du Sud       | 13                   | 22                   | 19                   | 15                   | 17                   | 19                   | 17                   | 17                   | 13                   | 19                   | 171                  |
| Médaille de bronze   | Nouvelle-Zélande     | 15                   | 10                   | 22                   | 22                   | 13                   | 22                   | 19                   | 12                   | 10                   | 13                   | 158                  |
| 4                    | Australie            | 12                   | 10                   | 13                   | 19                   | 19                   | 17                   | 15                   | 10                   | 12                   | 7                    | 134                  |
| 5                    | Argentine            | 10                   | 19                   | 12                   | 13                   | 10                   | 5                    | 8                    | 15                   | 15                   | 12                   | 119                  |
| 6                    | États-Unis           | 17                   | 12                   | 10                   | 10                   | 15                   | 12                   | 12                   | 7                    | 5                    | 17                   | 117                  |
| 7                    | Kenya                | 5                    | 15                   | 10                   | 12                   | 10                   | 1                    | 10                   | 22                   | 10                   | 3                    | 98                   |
| 8                    | Angleterre           | 19                   | 7                    | 15                   | 10                   | 1                    | 5                    | 13                   | 5                    | 7                    | 10                   | 92                   |
| 9                    | Samoa                | 10                   | 3                    | 8                    | 7                    | 3                    | 13                   | 5                    | 13                   | 22                   | 5                    | 89                   |
| 10                   | Écosse               | 7                    | 8                    | 7                    | 5                    | 5                    | 10                   | 7                    | 8                    | 8                    | 22                   | 87                   |
| 11                   | France               | 8                    | 17                   | 3                    | 1                    | 7                    | 7                    | 5                    | 10                   | 17                   | 10                   | 85                   |
| 12                   | Pays de Galles       | 5                    | 5                    | 1                    | 3                    | 8                    | 10                   | 10                   | 2                    | 2                    | 8                    | 54                   |
| 13                   | Canada               | 3                    | 5                    | 5                    | 8                    | 2                    | 8                    | 2                    | 1                    | 1                    | 5                    | 40                   |
| 14                   | Russie (P)           | 1                    | 2                    | 2                    | 2                    | 5                    | 3                    | 3                    | 3                    | 5                    | 2                    | 28                   |
| 15                   | Japon (Q)            | 2                    | -                    | 5                    | 1                    | 12                   | -                    | -                    | 1                    | -                    | -                    | 21                   |
| 15                   | Portugal             | 1                    | 1                    | 1                    | 5                    | 1                    | 2                    | 1                    | 5                    | 3                    | 1                    | 21                   |
| 17                   | Brésil               | -                    | -                    | -                    | -                    | -                    | 1                    | -                    | -                    | 1                    | 1                    | 3                    |
| 18                   | Zimbabwe             | -                    | 1                    | -                    | -                    | -                    | -                    | -                    | -                    | -                    | -                    | 1                    |
| 18                   | Corée du Sud         | -                    | -                    | -                    | -                    | -                    | -                    | 1                    | -                    | -                    | -                    | 1                    |

## Joueurs

### Stars en vue des Jeux olympiques
En vue de la première participation du rugby à sept aux Jeux olympiques, certains joueurs de rugby à XV tentent leurs chances en World Series :
- Sonny Bill Williams et Liam Messam (Nouvelle-Zélande)
- Juan Imhoff et Santiago Cordero (Argentine)
- Bryan Habana, Juan de Jongh, Cheslin Kolbe et Francois Hougaard (Afrique du Sud)
- Quade Cooper et Nick Cummins (Australie)
- Fulgence Ouedraogo et Sofiane Guitoune (France)
- Josua Tuisova, Leone Nakarawa, Semi Kunatani, Samisoni Viriviri et Waisea (Fidji).

Des joueurs venant également d'autres disciplines tentent d'intégrer les équipes nationales à sept en vue des Jeux olympiques :
- Jarryd Hayne (rugby à XIII et football américain) pour les Fidji
- Nate Ebner (vainqueur du Super Bowl avec les Patriots de la Nouvelle-Angleterre) pour les États-Unis.

### Meilleurs marqueurs
| Rang | Joueur          | Essais |
| ---- | --------------- | ------ |
| 1    | Seabelo Senatla | 66     |
| 2    | Perry Baker     | 48     |
| 3    | Samoa Toloa     | 37     |
| 4    | Savenaca Rawaca | 35     |
| 5    | Collins Injera  | 32     |

| Rang | Joueur          | Points |
| ---- | --------------- | ------ |
| 1    | Madison Hughes  | 331    |
| 2    | Seabelo Senatla | 330    |
| 3    | Nathan Hirayama | 295    |
| 4    | Vatemo Ravouvou | 287    |
| 5    | Perry Baker     | 240    |

### Dream Team
| Poste         | Joueur              | Pays           |
| ------------- | ------------------- | -------------- |
| Avants        | Jasa Veremalua      | Fidji          |
| Avants        | Fa’alemiga Selesele | Samoa          |
| Avants        | Kwagga Smith        | Afrique du Sud |
| Demi de mêlée | Osea Kolinisau      | Fidji          |
| Arrières      | Virimi Vakatawa     | France         |
| Arrières      | Seabelo Senatla     | Afrique du Sud |
| Arrières      | Perry Baker         | États-Unis     |